# Емельянов, Сергей Викторович
Сергей Викторович Емельянов (латыш. Sergejs Jemeļjanovs; 3 марта 1962) — советский и латвийский футболист, защитник и полузащитник, латвийский футбольный тренер. Выступал за сборную Латвии.

## Биография
Начал взрослую карьеру в рижской «Даугаве», свои первые сезоны провёл во второй лиге СССР. В 1981 году со своим клубом стал победителем зонального и финального турнира второй лиги и со следующего сезона играл в первой лиге. В ходе сезона 1983 года перешёл в другой клуб из Латвийской ССР — «Звейниекс» (Лиепая), выступавший во второй лиге. В 1987 году вернулся в «Даугаву», но спустя полтора сезона снова оказался в «Звейниексе». Летом 1989 года в очередной раз вернулся в «Даугаву», но не смог помочь клубу удержаться в первой лиге. В 1990 году стал серебряным призёром зонального турнира второй лиги, и в последнем сезоне первенства СССР играл за рижский клуб, переименованный в «Пардаугаву», в первой лиге.
После распада СССР играл в высшей лиге Латвии за клубы-середняки — «Олимпия» (Лиепая) и рижские «Пардаугава» и «Гемма/РФШ». Также выступал в низших лигах Швеции за «Турсбю» и «Филипстадс».
Выступал за сборную Латвии, стал участником её первого официального матча после восстановления независимости — 8 апреля 1992 года против Румынии. Всего провёл за сборную 10 матчей — 6 в 1992 году и 4 — летом 1994 года.
В 2007—2008 годах работал тренером клуба «Ауда» в первой лиге Латвии.